# Безлесная
Безлесная — посёлок при станции в Муромском районе Владимирской области России, входит в состав Ковардицкого сельского поселения.

## География
Посёлок расположен в 22 км на северо-запад от центра поселения села Ковардицы и в 28 км на северо-запад от Мурома, железнодорожная станция Безлесная на линии Муром — Ковров. 

## История
Населённый пункт образован в начале XX века под названием станция Климово. С 1926 года станция входила в состав Булатниковской волости Муромского уезда. В 1926 году в посёлке при станции числилось 20 дворов.
С 1929 года посёлок входил в состав Климовского сельсовета Муромского района, с 1954 года — в составе Булатниковского сельсовета, с 1965 года — в составе Зименковского сельсовета, с 2005 года — в составе Ковардицкого сельского поселения.
На станции снимался фильм «В огне броду нет» режиссёра Глеба Панфилова.

## Население
| 1926 | 2002 | 2010 | 2012 | 2021 |
| ---- | ---- | ---- | ---- | ---- |
| 87   | ↘28  | ↘13  | ↗20  | ↘15  |